# St. Pölten-i járás
A St. Pölten-i járás Ausztriában, Alsó-Ausztria tartományban található. St. Pölten-i járás Tullni, Melki, Scheibbs-i, Kremsvidéki, Badeni, Lilienfeldi, Mödlingi, Bécs, Sankt Pölten és Krems an der Donau járásokkal határos. Lakosainak száma 131 044 fő (2019. január 1.).

## A járáshoz tartozó települések
A járás 2017 óta 45 településből áll, köztük 6 város és 25 mezőváros.

A települései

Altlengbach, Asperhofen, Böheimkirchen, Brand-Laaben, Eichgraben, Frankenfels, Gerersdorf, Hafnerbach, Haunoldstein, Herzogenburg, Hofstetten-Grünau, Inzersdorf-Getzersdorf, Kapelln, Karlstetten, Kasten bei Böheimkirchen, Kirchberg an der Pielach, Kirchstetten, Loich, Maria Anzbach, Markersdorf-Haindorf, Michelbach, Neidling, Neulengbach, Neustift-Innermanzing, Nußdorf ob der Traisen, Ober-Grafendorf, Obritzberg-Rust, Prinzersdorf, Pyhra, Rabenstein an der Pielach, Schwarzenbach an der Pielach, Sankt Margarethen an der Sierning, Statzendorf, Stössing, Traismauer, Weinburg, Perschling, Wilhelmsburg, Wölbling, Gablitz, Mauerbach, Pressbaum, Purkersdorf, Tullnerbach és Wolfsgraben